# Goffin-kakadu
A Goffin-kakadu (Cacatua goffiniana) a madarak osztályának a papagájalakúak (Psittaciformes) rendjéhez és a kakadufélék (Cacatuidae) családjához tartozó faj.
Nevét Andreas Leopold Goffin ornitológus után kapta.

## Előfordulása
Az Indonéziához tartozó Tanimbar-szigetek területén honos. Valószínűleg a szomszédos Kai-szigeteken is él.

## Megjelenése
Testhossza 30 centiméter, a tojó valamivel kisebb. Tollazata fehér, sárgás beütéssel, a kantárján, valamint a fején lévő tollak lazacszínűek. Szárnya 22 centiméter, farka 10-11 centiméter hosszú, az evezők és a faroktollak alsó felülete sárgás. Csőre fehéres szaruszínű, lába szürke.

## Életmódja
Nagyon keveset tudunk róla. Erdőlakó faj. Mivel élőhelyén is megkezdték az erdők irtását, a faj fennmaradását komoly veszély fenyegeti.
Tápláléka magokból és gyümölcsökből áll.

## Szaporodása
Stabil költési időszaka nincs, a költési a körülményektől függ. Fészekalja két-három tojásból áll.